# Palads
 For alternative betydninger, se Palads (flertydig). (Se også artikler, som begynder med Palads)
Et palads er en storslået bopæl, der er bolig eller hjemsted for et statsoverhoved eller en anden dignitar som en biskop eller en ærkebiskop. Selve ordet stammer fra det latinske navn Palātium for Palatinerhøjen, en af de syv høje i Rom. I Europa anvendes udtrykket også om overdådige private boliger for aristokratiet. Mange historiske paladser bliver i dag brugt til andre formål såsom parlamenter, museer, hoteller eller kontorbygninger. Ordet bruges undertiden også til at beskrive en overdådigt udsmykket bygning, som anvendes til offentlig underholdning eller udstillinger.

## Etymologi
Ordet "palads" kommer via Gammelfransk palais (kongelig residens) fra Latin Palātium, navnet på et af de syv høje i Rom. Oprindeligt var "paladserne" på Palatinerhøjen sæde for den kejserlige magt, mens "hovedstaden" på Kapitol var det religiøse centrum i Rom. Lang tid efter voksede byen ud over alle syv høje, mens Palatinerhøjen forblev et Boligområde. Kejser Cæsar Augustus boede med vilje i et beskedent hus langt væk fra sine naboer med to laurbær-træer foran hoveddøren som tegn på triumf givet af Senatet. Hans efterkommere (især Nero) udvidede hans "gyldne hus" til, at det fyldte hele toppen af højen. Ordet Palātium kom til at betyde residens for kejseren i stedet for boligområdet på toppen af bakken.
"Paladset" i betydningen "regeringen" blev sandsynligvis brugt efter en bemærkning af Paulus Diaconus ca. 790. Den beskriver begivenhederne i 660'erne: "Da Grimuald fastsatte Beneventum, betroede han sit palads til Lupus" (Historia Langobardorum, V.xvii). Samtidig prøvede Karl den Store bevidst at genoplive det gamle romerske udtryk i sit "palads" i Aachen, hvor kun hans kapel er tilbage. I det 9. århundrede antydede "palads" også regeringens sæde og de fjorten regerings-sæder bygget af Karl den Store. I den tidlige middelalder forblev Palas regeringens sæde i nogle tyske byer. I det Tysk-romerske rige blev de magtfulde, uafhængige Kurfyrster anbragt i paladser (Paläste). Dette har været brugt som bevis på, at magten blev delt i Kejserriget i modsætning til mere centraliserede monarkier, hvor det kun var monarken, som boede i et palads.
I nyere tid er ordet anvendt af arkæologer og historikere om store konstruktioner, som husede herskere, såvel som rets-bureaukratier i "palads kulturer". Uformelt kan "palads" bruges om en stor bolig af enhver slags.

## Paladser
Det tidligst kendte palads var residensen for den egyptiske Farao i Thebes. Den havde en ydermur omsluttet af labyrintiske bygninger og baggårde. Andre tidlige paladser omfatter de assyriske paladser i Nimrud og Nineveh, det minoiske palads i Knossos, og de persiske paladser i Persepolis og Susa.
Paladser i Østasien, såsom de kejserlige paladser i Korea, Japan, Thailand, Vietnam og Kina's Den Forbudte By, består af mange lave pavilloner omgivet af store haver omkranset af mure, i modsætning til de mere enkle men store paladser i middelalderens Vesteuropa.
Paladser blev også bygget i afrikanske kongeriger såsom i Ashanti-riget. Før dets ødelæggelse under den tredje Anglo-Ashanti-krig, blev ashantiernes kongelige palads i Kumasi, Ghana beskrevet af de engelske opdagelsesrejsende Thomas Edward Bowdich og Winwood Reade som "en enorm bygning med en blanding af aflange baner og regulære pladser".

## Paladser i de enkelte lande

### Amerika

#### Mexico
Hovedstaden i Mexico, Mexico City, har det traditionelle tilnavn paladsbyen, som det blev kaldt af Alexander von Humboldt efter hans besøg i byen i slutningen af det 18. århundrede og først i det 19. århundrede.
I det centrale Mexico byggede aztecernes kejsere mange paladser i hovedstaden i deres imperium, Tenochtitlan (nutidens Mexico City), hvoraf nogle stadig kan ses. Efter at have oplevet den store by skrev Hernán Cortés: "Der er i alle distrikter i denne store by mange templer eller paladser... Alle bygningerne er meget smukke. Blandt disse templer er der et, det vigtigste, hvis størrelse og pragt intet menneskeligt tungemål vil kunne beskrive... Bag disse mure er der meget elegante afdelinger med store værelser og korridorer. Der er op til fyrre tårne, og de er alle så høje, at det højeste af dem har halvtreds trin, der fører op til dets hoveddel, og det vigtigste af disse tårne er højere end katedralen i Sevilla..."
Det Nationale Palads eller Palacio Nacional på Mexico Citys centrale torv, Plaza de la Constitución (El Zócalo), blev først bygget i 1563 i hjertet af den mexicanske hovedstad. I 1821 fik slottet sit nuværende navn, og den udøvende, lovgivende og dømmende magt i regeringen befandt sig i paladset, de to sidstnævnte er i dag andre steder. Under det Andet Mexicanske Kejserrige skiftede det for en tid navn til Det Kejserlige Palads. Det Nationale Plads fortsætter i dag med at være det officielle sæde for den udøvende magt, selv om det ikke længere er den officielle residens for præsidenten.
I Mexico City er der også Castillo de Chapultepec eller Chapultepec Castle midte i Chapultepec Park, som huser det Nationale Historiske Museum. Det er det eneste slot eller palads i Nordamerika, som har været beboet af en regent – Kejser Maximilian 1. af Mexico, et medlem af Huset Habsburg og hans kone, Kejserinde Carlota af Mexico, datter af Leopold 1. af Belgien. Slottet har mange kunstgenstande lige fra gaver fra Napoleon III til malerier af Franz Xaver Winterhalter og den mexicanske maler Santiago Rebull.

#### Uruguay
Palacio Legislativo (Det lovgivende Palads), huser Uruguays Parlament.

### Asien

#### Armenien
Armenien har mange paladser fra sine forskellige historiske perioder. Erebuni-fæstningen i Yerevan har et storslået kongepalads bygget i 782 f.v.t. af Kong Argisthi. Paladset i Erebuni er et af de tidligste eksempler på et Urartisk palads.
Under Riget Armenien (antikken) blev mange paladser bygget til de efterfølgende konger. Ruinerne af et kongeligt palads kan findes i den tidlige armenske hovedstad Yervandashat,, som blev bygget til at tjene som sæde for Orontid armenske konger af Orontes IV. I perioden med Artaxiad-dynastiet i Armenien byggede herskeren kong Tigranes den store et storslået persifieret palads i den nybyggede by Tigranocerta. Formålet med det armenske Garni-tempel er stadig til debat, men det er foreslået, at templet efter kristningen af Armenien i det 4. århundrede f.Kr. var et sommerpalads for Khosrovidukht (søster til Tiridates III af Armenien) af Arsacid-dynastiet Armenien.
Efter Arsacids fald blev Armenien styret af en række aristokratiske familier kaldet Nakharar. En af disse Nakharar-prinser, Grigor Mamikonian, byggede et palads i citadellet i Aruch nær Aruchavank-katedralen, nogle vægge i dette palads og en unik armensk trone lavet af [[tufa] ] har overlevet indtil i dag.
Middelalderhovedstaden i Bagratid-kongeriget Armenien, Ani, var også vært for mange paladser. Det første palads i Ani, bygget af det fyrstelige armenske Kamsarakan-dynasti i det syvende århundrede, fungerede som byens vigtigste struktur. Beliggende i hovedcitadellet blev Kamsarakan-paladset brugt som magtbase for Bagratid-kongeriget. Derudover var Ani vært for flere andre paladser, såsom Tigran Honents palads, et af de bedst overlevende eksempler fra den tid på sekulær armensk arkitektur, Seljuk-paladset, og Menüçehr (Manuchihr)-moskeen, som kan have været en residens for bagratid-konger, før den blev omdannet til en moske.
Efter at Bagratid-staten blev erobret af det Byzantinerne og derefter seldsjukkerne, blev Armenien igen befriet af den kongelige Zakarid-familie under det forenede Georgiske Kongeriges dronning Tamar (1184-1213). Denne periode med Zakaridernes Armenien frembragte også mange paladser, hvoraf de mest bemærkelsesværdige er fæstningen Amberd og paladset fra det 12. århundrede i fæstningen Dashtadem. Zakariderne blev vasaller af mongolerne, men efter deres sammenbrud, kom en række nomadiske tyrkiske imperier til at regere regionen.
I de forskellige perioder med osmanniske og iranske besættelse efter Timurid-dynastiet, blev Armenien styret af flere lokale fyrstedømmer kendt som melik-dømmer. Hver melik havde deres eget fyrstelige palads. Det mest bemærkelsesværdige er paladset Dizak bygget af Melik Yeganyan i Togh (1737). Andre bemærkelsesværdige melik-paladser er Melik Ahnazar-paladset i Khnatsakh (16. århundrede), Melik Haykaz-paladset i Hüsülü, Lachin, i det nuværende Aserbajdsjan (15. århundrede), Melik Kasu-paladset, paladset for Melik-Barkhudaryanerne i Tegh (1783) og fæstningen Halidzor (1600-tallet), som fungerede som palads for familien Melik Parsadanian.

#### Kina
Det fineste eksempel på et kinesisk palads er den Forbudte By, det kejserlige palads for det kinesiske rige fra Ming-dynastiet til slutningen af Qing-dynastiet. Det er de største paladskompleks i verdenen og ligger i midten af Beijing i Kina. Slottets kompleks er et eksempel på Kinesisk statslig arkitektur. Andre eksempler er Summer Palace, som ligger i den nordlige forstad til Beijing og Mukden Palace i Shenyang. Præsidentpaladset i Nanjing viser en europæisk arkitektonisk påvirkning.
Det kinesiske palads er designet med regelmæssige firkanter med de vigtigste bygninger og et stort antal pavilloner omgivet af mure. I modsætning til de meget enkle strukturer i europæiske slotte eller borge har kinesiske paladser et væld af komplekser indeholdende flere store og mindre strukturer, som inkluderer parker og gårdhaver.

#### Brunei
Istana Nurul Iman er i øjeblikket verdens største palads og er den officielle residens for Sultanen af Brunei, Hassanal Bolkiah, og sæde for Bruneis regering. Paladset ligger på en grøn flodbred ved de store bakker ved floden Brunei River, få kilometer syd for Bandar Seri Begawan, Bruneis hovedstad.

#### Indien
Indien er hjemsted for et stort antal paladser og mange store imperier. Historien i Indien har indeholdt en lang række af tidligere dynastier, som herskede over forskellige dele af landet. Mens de fleste monumenter fra den periode er blevet ødelagt eller ligger i ruiner, er nogle middelalderlige bygninger bevaret, eller er blevet restaureret, så de i dag er i god stand. Adskillige middelalderlige fæstninger og paladser står stadig over hele Indien. Disse prægtige bygninger er eksempler på de store bedrifter, som arkitekter og ingeniører havde udført på den tid. Paladserne i Indien giver et indblik i livet for de kongelige landet. Mens nogle kongelige paladser er blevet bevaret som museer eller hoteller i løbet af de sidste årtier, er nogle paladser stadig hjem for medlemmerne af de daværende kongelige familier. Disse forter og paladser er de største synlige beviser og arvestykker fra de fyrstelige stater i Indien. Blomsterne, der flyder i springvandene, de glitrende blå vand i de storslåede både og private pools, doriske søjler, dekorative beslag, lyset som strømmer igennem de store vinduer, Indien besidder nogle af de mest fascinerende forter og paladser. Det er et ægte kongeligt refugium. Det giver ikke bare en romantisk længsel efter en kongelig oplevelse, men også en søgen efter det ægte indiske, som trækker de mange historieinteresserede til Indiens paladser.
Rajasthan har stort antal forter og paladser, som er store turistattraktioner i det nordlige Indien. Rajputserne (den kollektive betegnelse for herskerne i regionen) var kendt for at være tapre soldater, der hellere ville dø end at blive fanget. De var også udmærkede kunstkendere og fremragende bygmestre. De berømteste forter og slotte i Rajasthan er i Chittor, Jodhpur, Jaipur, Udaipur , Saphieree, Amber og Nahargarh. Taj Hotels Resorts and Palaces har nogle af de mest ikoniske paladser i regionen: Lake Palace, Udaipur; Umaid Bhawan Palace, Jodhpur; Fort Madhogarh, Jaipur og Rambagh Palace, Jaipur; og tilbyder autentisk kongelige behandlinger til gæsterne i al sin storhed, pragt og herlighed.

#### Indonesien
I Indonesien er paladser kendt som istana (malajisk og indonesisk), eller kraton (javanesisk og sundanesisk). I Bali kaldes det kongelige palads puri. Paladserne afspejler den lange historie og mangfoldige kultur i den indonesiske øgruppe.
Selv om Indonesien er en republik, fastholder og bevarer nogle dele af og provinserne i Indonesien stadig deres traditionelle kongelige arv, for eksempel sultanatet Yogyakarta, sunanatet Surakarta, fyrstedømmet Mangkunegaran , kratonen Kasepuhan i sultanatet Cirebon, og Kutai i Øst-Kalimantan (Kalimantan Timur). Spor af pladser og kongehuse kan også findes i Banten, Medan, Ternate, Bali og Bima.
Udformningen af de traditionelle balinesiske og javanesiske kratoner ligner det kinesiske koncept med konglomerater af kongelige pavilloner, paladser og haver. De fleste af disse kratoner bestod af træpavilloner kaldet pendopo, medens istana på Sumatra normalt udgøres af en enkelt stor struktur. Typiske eksempler på Minangkabau-folkets folkelige arkitektur er paladset Pagarruyung, Vestsumatra. Et eksempel på et malajsisk palads er Istana Maimun i Medan.
I løbet af VOC og kolonitiden i Hollandsk Ostindien byggede den koloniale regering flere europæiske statslige paladser som residens for Generalguvernørene. De fleste af disse europæiske paladser er nu blevet statspaladser i Republikken Indonesien. De indonesiske statspaladser er neoklassiske, og eksempler på disse er paladserne Merdeka og Bogor.

#### Japan
Mange af Japans paladser er placeret i Tokyo, såsom Tokyos kejserlige Palads, som huser den japanske kejserfamilie. Kejserpaladset blev bygget på stedet for Edo-borgen. Andre japanske paladser ligger i Kyoto, den tidligere hovedstad i Japan, såsom Kyotos kejserlige Palads og Heian-paladset. De fleste japanske paladser er bygget i form af en stor pagode. Denne konstruktion hjælper angiveligt med at forstærke paladset mod jordskælv.

#### Korea
Korea har brugt mange paladser siden oldtiden, selvom mange er blevet ødelagt. Paladser blev bygget inden for, men ikke begrænset til, Seoul, Kaesong, Pyongyang, Gyeongju og Buyeo, såvel som i forskellige byer uden for det moderne Korea. I dag er det kun paladser fra dynastiet Joseon, der stadig er intakte, og selv disse er mindsket i omfang på grund af mange års kolonialisme, krig og forsømmelse. Det mest emblematiske af disse overlevende paladser er Gyeongbokgung, Joseon-dynastiets primære palads. Andre eksempler inkluderer Changdeokgung, Changgyeonggung, Deoksugung og Gyeonghuigung. Alle disse er fra Joseon-dynastiet og overlever den dag i dag, selvom mange skulle rekonstrueres i løbet af de seneste årtier efter deres ødelæggelse under tiden som koloni under japansk kontrol. Andre berømte eksempler omfatter Manwoldae, Goryeo-dynastietss palads beliggende i Kaesong, Silla-paladset Banwolseong i Gyeongju, og Anhak paladset Goguryeo beliggende i Pyongyang.

#### Malaysia
Malaysia, der består af ni stater, er styret af sultaner, hvis titel går i arv. Hvert femte år vælges en sultan som Yang di-Pertuan Agong (højeste konge), Malaysias statsoverhoved. Yang di-Pertuan Agong har et palads, der omtales som en istana. Hver af de andre sultaner har deres egen istana, der ligger i deres stat. Overalt i landet kaldes de nogle gange Istana Hinggap.
Yang di-Pertuan Agongs officielle boliger er Istana Negara (Det nationale Palads), beliggende i Kuala Lumpur, det kongelige museum og Istana Melawati, et palads og tilflugtssted, beliggende i Putrajaya. Nogle af de andre officielle paladser er Istana Besar, Istana Anak Bukit, Istana Pekan, Istana Maziah, Istana Alam Shah, Istana Balai Besar, Istana Besar Seri Menanti, Istana Iskandariah og Istana Arau. Adskillige udpegede guvernører, også kaldet Yang di-Pertua Negeri, er også udpeget til at have et palads som eget officielt sæde og bopæl.

#### Filippinerne
I tiden før europæere i 1521 kom til Filippinerne byggede filippinerne store træboliger til den gamle adel og kongelige (såsom lakaner, wanger, rajaher og datuer) kaldet toroganer eller Bahay Lakan ("kongens hus"). En torogan er rigt forsynet med udstående træpaneler udskåret i et geometrisk bølgelignende design kaldet okir. Fælleskøkkenet er en halv meter lavere end hovedhuset og bruges både til madlavning og spisning. Toroganens høje gavltag, der spidser til foroven og flader graciøst ud mod tagskægget, sidder på en stor struktur bygget af tømmer og løftet mere end to meter over jorden af store træstammer placeret på sten i underlaget. Toroganen er fyldt med dekorationer, mange af dem med okir-design.
Befolkningen i den sydlige del af Filippinerne byggede de samme træpaladser som langgal af Tausug-folket. I Sulu-sultanatet blev der bygget et palads til sultanerne, som bar navnet Astana Darul Jambangan, men som blev ødelagt af en tyfon i 1912. En kopi af paladset er blevet genopbygget som en attraktion i Mt. Bayug Eco-Cultural Park i byen Talipao, Sulu.
I løbet af Filippinernes spanske æra byggede regeringen i Spansk Ostindien en række paladser i og omkring Manila til højtplacerede koloniale embedsmænd og religiøse myndigheder. Det mest berømte af disse er Malacañang-paladset fra det 18. århundrede, som oprindeligt husede spanske og amerikanske generalguvernører og siden Filippinernes status som "Commonwealth" under USA i 1935, Filippinernes præsident.
Den tidligere præsident Ferdinand Marcos fik i 1978 bygget Tahanang Pilipino (også kaldet Kokosnødpaladset) for at fremvise landets forskellige anvendelser af kokosnødden. Det tjener som hjemsted og kontor for Filippinernes vicepræsident. I 2004 konverterede præsident Gloria Macapagal-Arroyo det tidligere Aduana (toldhus) i Cebu City til et lille palads, kaldet Malacañang sa Sugbo.

#### Thailand
Den primære kongelige og ceremonielle residens for monarken og kongefamilien i Thailand.]]
Kongelige residenser fra Chakri-dynastiet i Thailand omfatter Grand Palace, nitten kongelige paladser (thai: พระราชวัง; kongens officielle boligs og uparaja fastsat som sådan ved kongelig anordning) og andre paladser (วัง, wang) brugt af kongen eller andre medlemmer af kongefamilien. Bureau of the Royal Household administrerer og administrerer adskillige nuværende kongelige paladser. Historiske paladser fra tidligere perioder findes hovedsageligt i ruinerne af Ayutthaya og Sukhothai.
- Grand Palace.
- Phaya Thai Palace.
- Grand Palace-komplekset på bredden af Chao Phraya-floden.

### Europa

#### Frankrig
I Frankrig har der været en klar sondring mellem et château og et palais. Paladserne har altid været tilknyttet byerne, ligesom Palais de la Cité i Paris, som var det franske kongelige palads, og som nu er den øverste domstol i Frankrig eller som pavens palads i Avignon. De slotte i Loire, der blev bygget uden for Paris, som Château de Montsoreau, blev bygget som palais, men de hedder stadig châteaux.
Et château har derimod altid ligget i landlige omgivelser støttet af hertugernes landområder (demesne), selv om de ikke længere er befæstede. Château de Versailles var residens for kongen af Frankrig. Regeringssædet under Ancien Régime forblev Palais du Louvre. Louvre begyndte som et befæstet Château du Louvre i udkanten af Paris, men som regeringssæde og afskåret fra dets befæstede arkitektur og tilsidst fuldstændig omgivet af byen, udviklede det sig til Palais du Louvre.

#### Rusland
De første paladser i Rusland blev bygget for omkring tusind år siden og blev bygget af hertugerne af Kiev. De blev ødelagt af mongolerne og er ikke bevarede. De første paladser i europæisk stil blev bygget under regeringstiden af zaren Peter den Store og hans efterfølgere. Eksempler på russiske paladser er Facets (1487–91) i Kreml, Dmitry Ivanovich Paladset (1489) i Uglich, Kolomenskoyes Træpalads (1528—1532) i Kolomenskoye, Terem-paladset (1635–1636) i Kreml, Mensjikov-paladset (1710—1727) i Sankt Petersborg, Oranienbaum-paladset (1710) i Lomonosov, Kikin-hallen (1714) i Sankt Petersborg, og Peterhof-paladset (1709—1755) i Petergof.
- Peterhof Paladset (1709–1755) i Petergof
- Vinterpaladset

#### Serbien
De to dynastier i det post-osmanniske Serbien, Karađorđević og Obrenović, byggede mange boliger i området. De mest fremtrædende og officielle paladser er Stari Dvor (Det Gamle Slot) og Novi Dvor (Det Nye Slot) (som huser henholdsvis den gamle og den nye landsret) i centrum af Beograd og Royal Compound som inkluderer Beli Dvor (Det Hvide Slot) og Kraljevski Dvor (Det Kongelige Slot) i Beograd-forstaden, Dedinje.

#### Storbritannien
I Storbritannien bruges navnet paladser om de officielle boliger for den britiske kongefamilie eller biskopper, uanset om de er beliggende i byen eller på landet. Buckingham Palace var kendt som Buckingham House, før det blev erhvervet af monarkiet. Det er dog ikke alle paladser, der bruger udtrykket i deres navn – Holyrood Palace kaldes således også for Holyroodhouse. Palace of Beaulieu fik først sit navn, da Thomas Boleyn solgte det til Henrik 8. af England i 1517. Tidligere havde det været kendt som Walkfares, men ligesom flere andre paladser har det bibeholdt navnet efter at den kongelige forbindelse sluttede, i dette tilfælde allerede i 1573.
Nogle, såsom Buckingham Palace og Windsor Castle, ejes af kronen (ejerskab af den britiske monark er i kraft af hans eller hendes stilling som konge eller dronning), mens andre som Balmoral Castle og Sandringham House er personligt ejet og har gået i arv gennem generationer. Nogle kongelige paladser, såsom Palace of Westminster (nu brugt som House of Parliament), er ikke længere boliger. Nogle er stadig i uregelmæssig brug til kongelige lejligheder, såsom Hillsborough Castle i Nordirland.
De kongelige paladser nyder visse juridiske privilegier kendt som kongelige anordninger: for eksempel er der en fritagelse for at opkræve afgift på alkoholholdige drikkevarer, der sælges i barerne i Palace of Westminster, og der er undtagelser fra sundheds- og sikkerhedslovgivningen. Ifølge Halsbury's Laws of England er det ikke muligt at arrestere en person inden for "grænsen" af et kongeligt palads (selvom denne påstand modsiges af et memorandum fra Clerk of the House of Commons med hensyn til Palace of Westminster).
De besatte kongelige boliger passes og vedligeholdes af the Royal Households of the United Kingdom. De ubesatte kongelige paladser i England administreres sammen med Hillsborough Castle af Historic Royal Palaces.
I modsætning til de andre nationer i Storbritannien, er der ingen officiel bolig for medlemmer af kongefamilien i Wales; Llwynywermod er prinsen af Wales' private walisiske bolig.